# Porana
Porana ist eine Pflanzengattung in der Familie der Windengewächse (Convolvulaceae). In einem disjunkten Verbreitungsgebiet kommen nur zwei Arten vor.

## Beschreibung

### Vegetative Merkmale
Porana-Arten sind Lianen, die nahezu unbehaart sind. Sie bilden ein Wurzelsystem aus Faserwurzeln. Die wechselständig angeordneten Laubblätter sind in Blattstiel und Blattspreite gegliedert. Die Blattstiele sind gefurcht. Die Blattspreite ist einfach, ganzrandig und häutig. Es liegt Fiedernervatur vor, die Adern stehen auf der Blattunterseite deutlich hervor.

### Blütenstände und Blüten
Die Blütenstände sind thyrsenförmig zusammengesetzte Rispen, die in den Achseln oder selten auch endständig stehen und von Tragblättern begleitet werden. An der Verbindungsstelle zwischen Blütenstandsstiel und Blütenstiel befinden sich zwei schuppenartige Vorblätter. Die Aufblühreihenfolge der Blüten eines Blütenstandes ist von unten beginnend zur Spitze hin.
Die aufrecht stehenden, relativ kleinen, duftenden Blüten sind fünfzählig mit doppelter Blütenhülle. Die Kelchblätter stehen frei voneinander und haben eine quinkunikale (dachige) Knospendeckung. Die äußeren Kelchblätter sind in etwa halb so lang wie die Krone. Diese ist glockenförmig oder breit trichterförmig-glockenförmig, die fünf Kronlappen sind gefaltet und klappig gedeckt, jedoch nicht gedreht. Auf der Außenseite sind die Verdickungen entlang der Achse der Kronblätter (Interplicae) behaart, die Verwachsungsfalten der Kronblätter sind durchscheinend und unbehaart.
Die fünf Staubblätter sind ungleich lang, die längsten zwei oder drei stehen über die Krone hinaus. Die unbehaarten Staubfäden sind im unteren Bereich mit der Kronröhre verwachsen, im oberen Bereich stehen sie frei. Die Staubbeutel sind elliptisch und springen schon vor dem Aufblühen der Blüte längsgerichtet auf. Die Pollenkörner sind trikolpat und nicht mit Stacheln besetzt. Der Stempel steht über die Krone hinaus, der Blütenboden ist ringförmig. Der Fruchtknoten ist einkammerig oder unvollständig in zwei Kammern geteilt. Er enthält vier basale, aufrecht stehende Samenanlagen. Die Griffel sind endständig, unregelmäßig zweiästig und tragen zwei nierenförmige Narben.

### Früchte und Samen
Zur Fruchtreife vergrößern sich die Kelchblätter gleichmäßig oder aber die äußeren drei stärker als die inneren zwei, sie werden häutig, so dass die parallel verlaufende Aderung mit sieben bis neun längsgerichten Adern sichtbar wird.
Die Früchte sind häutige Nüsse mit einer sichtbaren Naht. Sie öffnen sich unregelmäßig oder springen spät entlang der Naht auf. Sie enthalten meist einen (selten zwei) Samen. Die Samenoberfläche ist zunächst schorfig, wird später jedoch glatt. Das Hilum befindet sich an der Samenbasis und ist C-förmig.

## Systematik und Verbreitung
Die Gattung Porana wurde 1768 durch Nicolaas Laurens Burman aufgestellt.
Die Gattung Porana besitzt ein disjunktes Verbreitungsgebiet, eine Art kommt in Südostasien und Malaysia vor, die zweite Art in Mexiko.
Die Gattung enthält nach Staples 2006 nur zwei Arten:
- Porana nutans (Choisy) O’Donell (Syn.: Porana velutina (M.Martens & Galeotti) Hallier f.): Sie kommt nur in Mexiko vor.[1]
- Porana volubilis Burm.f.: Sie kommt von Malesien bis Indochina vor.[1]

Die Typusart ist Porana volubilis. Innerhalb der Familie der Windengewächse (Convolvulaceae) wird die Gattung zur Tribus Dichondreae gezählt. Andere Arten, die früher der Gattung zugerechnet wurden, sind heute der Tribus Cardiochlamyeae zugeordnet.